# Acetobacter pomorum
Espèce
Acetobacter pomorum est une espèce de la famille des Acetobacteraceae, qui a été isolée à partir de fermentations industrielles.

## Description
Cette bactérie est isolée pour la première fois des fermentations industrielles au vinaigre. Sa souche type est LTH 2458T.

## Taxonomie
Le nom correct complet (avec auteur) de ce taxon est Acetobacter pomorum Sokollek et al. 1998.

### Étymologie
L'étymologie de l'espèce Acetobacter pomorum est la suivante : po.mo’rum. L. neut. n. pomum (gen. pomi), fruit de toute sorte ; L. gen. neut. pl. n. pomorum, des fruits.